# Alberto Ramírez (football, 1968)
Alberto Ramírez Dioses, né à Talara au Pérou le 5 novembre 1968, est un footballeur péruvien. Il jouait au poste d'attaquant et s'est reconverti en entraîneur.

## Biographie

### Carrière en club
Alberto Ramírez, surnommé Cañón (« le canon »), commence sa carrière en 2e division du Pérou au Juventud La Palma en 1988. Il connaît sa première expérience en D1 au sein du Sport Boys en 1990 avant d'émigrer la même année en Bolivie au Strongest La Paz.
Il revient rapidement au Pérou pour jouer à l'Alianza Atlético de Sullana entre 1991 et 1992, puis l'année suivante au Sporting Cristal où il n'arrive pas à s'imposer. Il participe tout de même avec ce dernier club à la prestigieuse Copa Libertadores en 1993. Il signe ensuite au Deportivo Sipesa de Chimbote, et marque 33 buts en deux saisons entre 1994 et 1995.
Après un bref passage par l'Universitario de Deportes en 1996, il tente une deuxième fois sa chance à l'étranger entre 1997 et 1998 (Tampico Madero et Club Puebla au Mexique ; Xerez CD en Espagne). 
Revenu définitivement au Pérou, Alberto Ramírez joue pour le FBC Melgar d'Arequipa entre 1998 et 1999 et revient à l'Alianza Atlético en 1999. Il termine sa carrière en 2000 au Juan Aurich où il ne parvient pas à marquer de buts en 19 matchs joués.

### Carrière en équipe nationale
International péruvien, Alberto Ramírez dispute 11 matchs en équipe du Pérou entre 1992 et 1996 (trois buts inscrits),. Il participe notamment à la Copa América 1995 en Uruguay qui voit la Blanquirroja être éliminée au 1er tour.  
Buts en sélection
| Buts en sélection d'Alberto Ramírez | Buts en sélection d'Alberto Ramírez | Buts en sélection d'Alberto Ramírez | Buts en sélection d'Alberto Ramírez | Buts en sélection d'Alberto Ramírez | Buts en sélection d'Alberto Ramírez | Buts en sélection d'Alberto Ramírez |
|                                     | Date                                | Lieu                                | Adversaire                          | Score                               | Résultat                            | Compétition                         |
| ----------------------------------- | ----------------------------------- | ----------------------------------- | ----------------------------------- | ----------------------------------- | ----------------------------------- | ----------------------------------- |
| 1.                                  | 25 novembre 1992                    | Estadio Nacional, Lima (Pérou)      | Équateur                            | 1-1                                 | 1-1                                 | Amical                              |
| 2.                                  | 1er juillet 1995                    | Estadio San Marcos, Lima (Pérou)    | Bolivie                             | 1-1                                 | 4-1                                 | Amical                              |
| 3.                                  | 1er juillet 1995                    | Estadio San Marcos, Lima (Pérou)    | Bolivie                             | 3-1                                 | 4-1                                 | Amical                              |